# Mizuo Peck
Mizou Peck (Nova Iorque ,18 de agosto de 1977) é uma atriz nipo-americana.

## Biografia
Peck nasceu em Nova Iorque, sendo descendente  de japoneses, irlandeses,  ingleses e também de ascendência cherokee. Ela é graduada desde 1995, na Escola Superior de Música Artes Cênicas Fiorello LaGuardia, com pós-graduação no SUNY Purchase, em 1999, ganhando um BFA em agir. Peck era um membro da TADA! Companhia de teatro infantil a partir de 11 anos para 14 anos. Ela atualmente mora na cidade de Nova Iorque. Seu maior papel até agora foi no filme de 2006 Uma noite no Museu, onde desempenhou Sacagawea, um papel que reprisou na seqüência, Night at the Museum: Battle of the Smithsonian.

## Filmografia
- Nicht heulen, Husky (aka Winter of Regret) (2000) (TV) – Maggie
- Scenes of the Crime (2001) – Sharon
- Witchblade – Mija Woo (1 episode, 2002)
- All My Children – Tia (1 episode, 2003)
- Law & Order: Criminal Intent – Sheila (1 episode, 2006)
- Uma Noite no Museu (2006) – Sacagawea
- Magritte Moment (2008) – Karen
- Uma Noite no Museu 2 (2009) – Sacagawea
- Almost in Love (2011) – Kiko
- Uma Noite no Museu 3 (2014) – Sacagawea